# Bobby Livingston
Robert W. "Bobby" Livingston (nascido em 10 de fevereiro de 1965) é um ex-ciclista norte-americano que competiu no ciclismo nos Jogos Olímpicos de Verão de 1988, representando os Estados Unidos. Lá, ele terminou em décimo quatro lugar na prova de 1 km contrarrelógio.